# Obreriza
Obreriza es un impuesto personal tradicional, todavía vigente en algunas pequeñas localidades del medio rural español, aunque muy modificado, para atender a trabajos de interés comunitario (limpieza de vías públicas, construcciones, reparaciones, etc.).
Antiguamente, la obreriza podía referirse a faenas agrícolas como la serna, aunque no siempre, sino a las labores más o menos relacionadas con ellas (roturaciones, construcciones, etc.).
Algunas ordenanzas municipales que la regulan, así como los usos legales de ciertas localidades, establecen un impuesto en metálico para los vecinos que no quieran participar de los trabajos de la obreriza.
Semejante a la adra, andecha, facendera, hacendera, hazafra, huebra, serna, a reo vecino, sufra, auzalán, esquisa, estaferia, esfoyaza, esbicha, maya, tornallom o siega.